# Sheila Cherfilus-McCormick
Pour les articles homonymes, voir McCormick.
Sheila Cherfilus-McCormick, née le 25 janvier 1979 à New York (États-Unis), est une femme politique américaine membre du Parti démocrate et représentante de la Floride depuis 2022.

## Biographie

### Origines, études et carrière professionnelle
Sheila Cherfilus-McCormick naît à Brooklyn de parents haïtiens et grandit dans le Queens (New York). À l'âge de treize ans, elle déménage en Floride, où elle effectue sa scolarité secondaire. Elle obtient un baccalauréat ès arts en sciences politiques et gouvernement à l'université Howard et un doctorat en droit de la faculté de droit de l'université Saint-Thomas (en).
Après avoir obtenu son diplôme universitaire, elle devient cheffe de projet pour la New York City Transit Authority. De 1999 à 2007, elle est vice-présidente des opérations de Trinity Health Care Services, une entreprise de soins de santé à domicile basée en Floride, cofondée par son beau-père, Gabriel Smith. Elle occupe ensuite le poste de PDG.

### Carrière politique
Le 28 août 2018, elle est candidate à la primaire démocrate pour le 20e district de Floride en vue des prochaines élections législatives. Elle échoue contre le député sortant Alcee Hastings, obtenant 26,4 % des voix contre 73,6 %.
Elle se représente en 2020 contre Alcee Hastings, le confrontant à son éthique et à ses problèmes de santé. Une nouvelle fois, elle perd la primaire avec 30,7 % des voix contre 69,3 %.
Alcee Hastings meurt en 2021 ; Sheila Cherfilus-McCormick se porte candidate à sa succession,,. Durant sa campagne,, elle défend le Green New Deal, Medicare for All et un revenu de base de 1 000 $ par mois. Elle est soutenue par Brand New Congress (en), une organisation progressiste qui avait déjà apporté son soutien à Alexandria Ocasio-Cortez et Rashida Tlaib par le passé.
Après un recomptage, elle est déclarée gagnante de la primaire démocrate contre Dale Holness. Elle bat ensuite facilement le républicain Jason Mariner lors de l'élection générale du 11 janvier 2022,. Elle devient la seule élue démocrate d'origine haïtienne du Congrès des États-Unis, la première à siéger après la républicaine Mia Love. Elle est réélue en novembre 2022 puis le 5 novembre 2024. 
À la Chambre des représentants, elle est membre de la commission de l'Éducation et du Travail et de la commission des Vétérans. Elle appartient au Caucus noir du Congrès.

### Vie privée
En 2017, elle épouse l'avocat Corlie McCormick et vit à Miramar.